# Louis Deswert
Louis Deswert, né à Louvain le 22 décembre 1795 et mort à Laken le 5 août 1864, est un banquier et homme politique belge.

## Biographie
Marié à la petit-fils de Frédéric de Romberg, Louis Henri Joseph Deswert est le beau-père d'Eugène Anspach.

## Fonctions et mandats
- Échevin de Louvain : 1829-
- Membre du Congrès national : 1831
- Directeur de la Banque de Belgique : 1843-1850
- Vice-gouverneur de la Banque nationale de Belgique
- Directeur de la "Linière gantoise", de la "Linière Saint-Léonard" et des "Hauts Fourneaux Espérance"

## Sources
- Carl BEYAERT, 'Louis Deswert', in Le congrès national. Biographies des membres du congrès national et du gouvernement provisoire 1830-1831, Brussel, Librarie nationale d'art et d'histoire, 1930, 64.